# Miksa Henrik kölni hercegérsek
Miksa Henrik bajor herceg (Maximilian Heinrich von Bayern) (München, 1621. október 8. – Bonn, 1688. június 3.), a Wittelsbach-ház bajor ágából származó herceg, a Bajor Választófejedelemség címzetes hercege (Herzog von Bayern). 1650-től a Kölni Érsekség hercegérseke és választófejedelme, Hildesheim és a Liège-i Püspökség hercegpüspöke, Berchtesgaden hercegprépostja, 1657-től a Stablo-Malmedy Birodalmi Apátság hercegapátja, 1683-tól Münster hercegpüspöke. Katolikus főpapként az ellenreformáció harcosa, a tridenti zsinat határozatainak aktív támogatója és megvalósítója, ugyanakkor szembeszállt a Római Kúria befolyásával. Fejedelemségeit ezen alapelvek alapján irányította, bizalmas tanácsadóinak véleményére döntő mértékben támaszkodva. Erősen franciabarát külpolitikát folytatott. Az utódjelöltjei között kirobbant hatalmi harc a Kölni Érsekséget belesodorta a pfalzi örökösödési háborúba.

## Származása, családja
Miksa Henrik bajor herceg édesapja a Wittelsbach-házból származó VI. Albrecht bajor herceg (1584–1666) volt, felesége révén Leuchtenberg tartománygrófja, majd címzetes hercege (Albrecht VI. von Bayern-Leuchtenberg), V. Vilmos bajor herceg (1548–1626) és Renata von Lothringen hercegnő (1544–1602) fia, I. Ferenc lotaringiai herceg (1517–1545) unokája.
Édesanyja VI. Albrecht felesége, Mechthildis von Leuchtenberg hercegnő (1588−1634) volt, VI. Georg Ludwig von Leuchtenberg tartománygróf (1563–1613) és Maria Salome von Baden őrgrófnő (†1600) leánya. A szülők házasságából öt testvér született:
- Maria Renata (1616–1630)
- Karl Johann Franz (1618–1640)
- Ferdinand Wilhelm (1620–1629)
- Miksa Henrik (Maximilian Heinrich, 1621–1688), utóbb Köln hercegérseke és választófejedelme
- Albrecht Sigismund (1623–1685), Regensburg és Freising püspöke

Apjának, Albrecht hercegnek legidősebb bátyja, I. Miksa herceg, választófejedelem (1573–1651) hosszú ideig gyermektelenül élt, így azt várták, hogy a Bajor Hercegség trónját Albrecht fiai fogják örökölni. Ferdinánd Mária trónörökös herceg (1636–1679) születése meghiúsította Albrecht reményeit.
1646-ban férfi ágon kihalt a leuchtenbergi tartománygrófok vérvonala, a tartománygrófság az 1634-ben elhunyt Mechthildis hercegnő özvegy férjére, Albrecht hercegre, Miksa Henrik apjára szállt, aki azonban önmagát ezután nem Leuchtenberg tartománygrófjának (Landgraf von Leuchtenberg), hanem Leuchtenberg hercegének (Herzog von Leuchtenberg) címeztette. 1650-ben az apa átadta Leuchtenberget bátyjának, I. Miksa választófejedelemnek, cserébe Haag Birodalmi grófságért (Reichsgrafschaft Haag). Miksa Henrik további fontos rokoni kapcsolatokkal is bírt. Unokaöccse volt Ferdinánd hercegnek (1577–1650), Albrecht herceg bátyjának, Köln hercegérsekének, akinek trónját később, 1650-ben meg is örökölte. Fél-unokafivére volt Franz Wilhelm von Wartenberg grófnak (1593–1661), Ferdinánd érsek (morganatikus házasságból származó) fiának, Osnabrück és Regensburg hercegpüspökének. Nagybátyja volt Ferdinánd Mária választófejedelem fiainak, II. Miksa Emánuel bajor választófejedelemnek és József Kelemen hercegnek. Az utóbbi unokaöccs szerezte meg 1688-tól (nem kevés bonyodalom árán) Miksa Henrik kölni érseki székét.

## Ifjú évei
Születésének pillanatától kezdve egyházi pályára szánták. Már kisgyermekkorától számos, javadalmazással járó egyházvezetői tisztséget (Domherrenpräbende) kapott. 1622-től Köln-ben, 1626-tól Konstanzban és Straßburgban, 1627-ben Halberstadtban, 1629-ben Brixenben, Salzburgban és Münsterben, 1632-ben Hildesheimben, 1641-ben Lüttichben (Liège), majd 1657-ben Paderbornban is tagja lett a káptalani testületeknek. Nevelését apja udvarában Rudolf von Rechberg és Georg Christoph von Haslang preceptorok végezték, mindketten a jezsuita rend tagjai.
1637-ben nagybátyjának, Ferdinánd kölni hercegérseknek udvarába került. 1638-ban a kölni Szent Gereon apátsági templom prépostja lett, e tisztséget 1650-ig, érseki kinevezéséig megtartotta. Megkapta Konstanz és Straßburg dómpréposti tisztségét. Kölnben a Háromkirályokról elnevezett Gymnasium Tricoronatum tanintézetben tanult, itt a diákkongregáció prefektusa lett. 1637-től a Kölni Egyetemre járt. 1643–1649 között teológiát tanult Löwenben (ma: Leuven). 1649-ben Lüttichben a dóm dékánja lett.

## A kölni hercegérseki szék megszerzése
Rokonának, Wartenberg grófnak erőteljes támogatásával Miksa Henrik több koadjutori (azaz öröklési joggal felruházott püspöki) tisztséget kapott: 1633-ban a Hildesheimi Püspökségben, 1642-ben a Kölni Érsekségben, 1649-ben a Liège-i Püspökségben. Nagybátyának, Ferdinánd hercegérseknek elhunytakor (1650) Miksa Henrik örökölte egyházi és világi fejedelmi tisztségeit: megválasztották Köln hercegérsekévé, Liège (Lüttich) és Hildesheim hercegpüspökévé, és Berchtesgaden hercegprépostjává. 1654-ben a Stablo-Malmedy apátság főapátjának, II. Vilmos bajor hercegnek, Ernő bajor herceg házasságon kívüli fiának koadjutora (örökségének várományosa) lett. 1657-ben megörökölte a főapáti méltóságot, de átengedte Franz Egon von Fürstenberg grófnak. Miksa Henrik bejelentette igényét Freising, Münster és Paderborn hercegpüspöki székeire is, de a Római Kúria meghiúsította e törekvéseit. 1683-ban, Ferdinand von Fürstenberg püspök (1626–1683) halála után Miksa Henriket megválasztották a Münsteri Hercegpüspökség uralkodójának, de püspöki beiktatásához nem kapta meg a pápa engedélyét, így csak világi fejedelme lett a Münsteri Püspökségnek (Hochstift Münster), de nem kapta meg a Münsteri Püspökség (Bistum Münster) egyházfejedelmi méltóságát.
Ifjúkorától kezdve szakértője és szenvedélyes gyűjtője volt az ékszereknek, drágaköveknek és érmeknek, ő maga foglalkozott gyémántcsiszolással. 1667-ben inkognitóban Amszterdamba utazott, alkímiai ismereteit gyarapítani.
Megjegyzendő, hogy ellentétben több Wittelsbach-házi herceggel, akik a kölni érseki székig jutottak, Miksa Henrik valódi elkötelezettséget érzett papi hivatása iránt. Egyik elődje, Ernő hercegérsek (1554–1612) még együtt is élt szeretőjével, Gertrud von Plettenberggel. Ilyesmire utaló adat Miksa Henrikről nem maradt fenn.

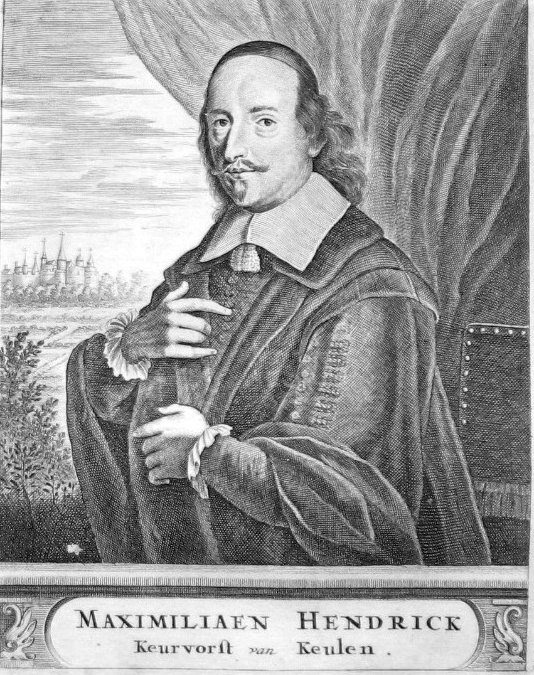
Erzbischof Maximilian Heinrich von Bayern, zeitgenössischer Stich
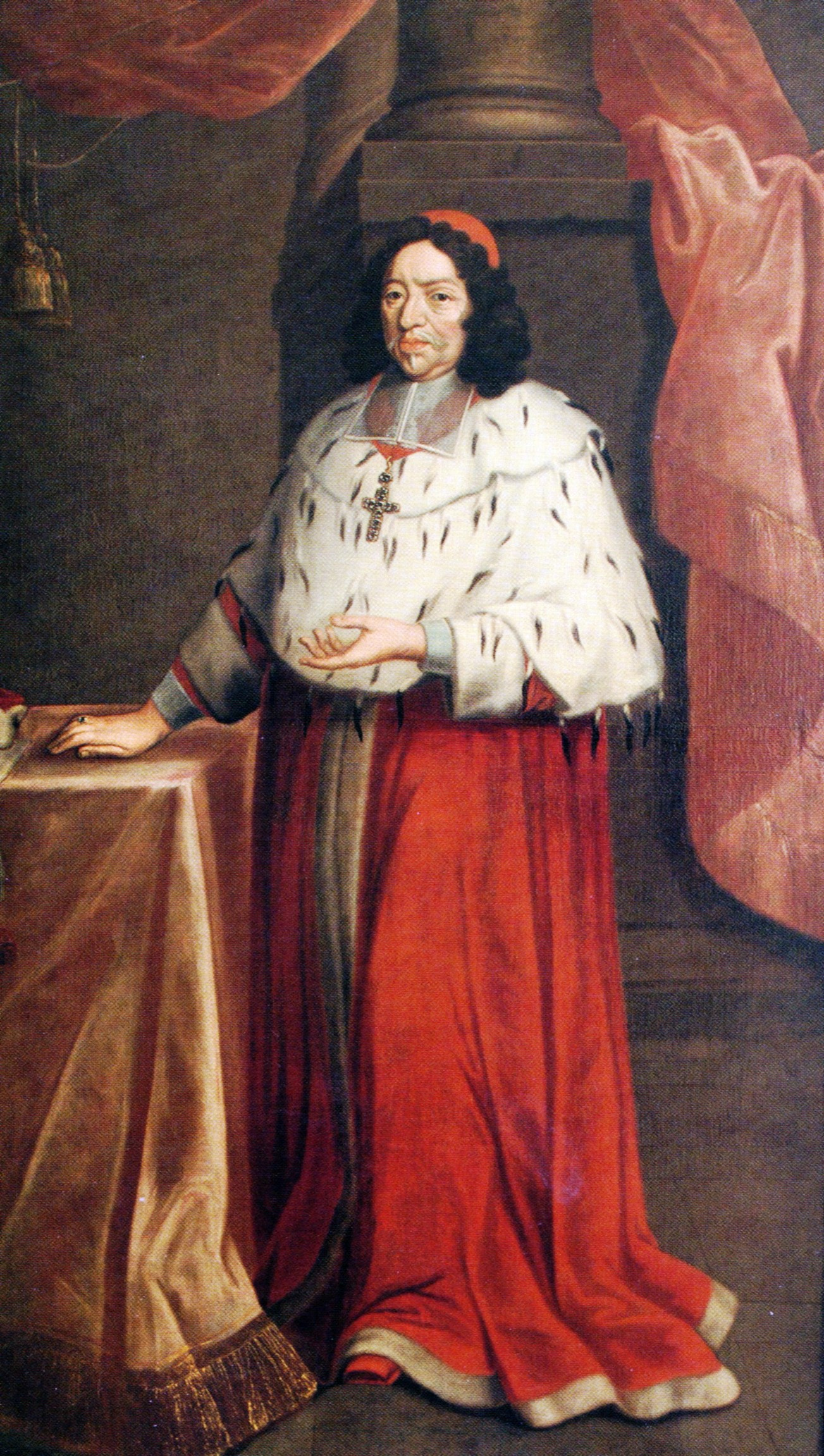
Miksa Henrik életnagyságú portréja (Sauerland-Múzeum, Arnsberg)
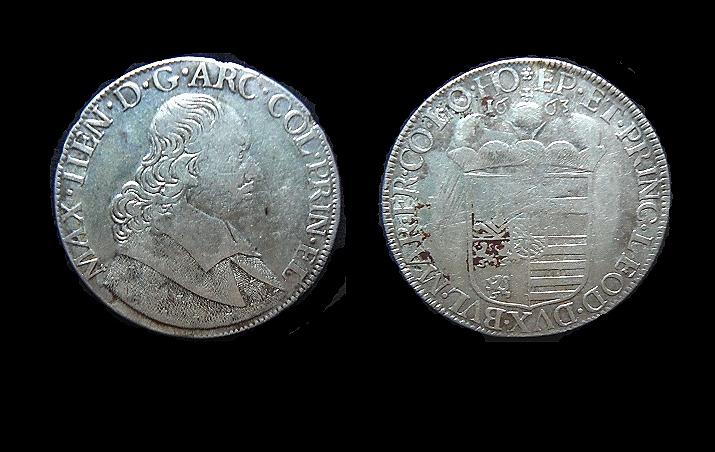
Ezüst dukát Miksa Henrik képével (1663)
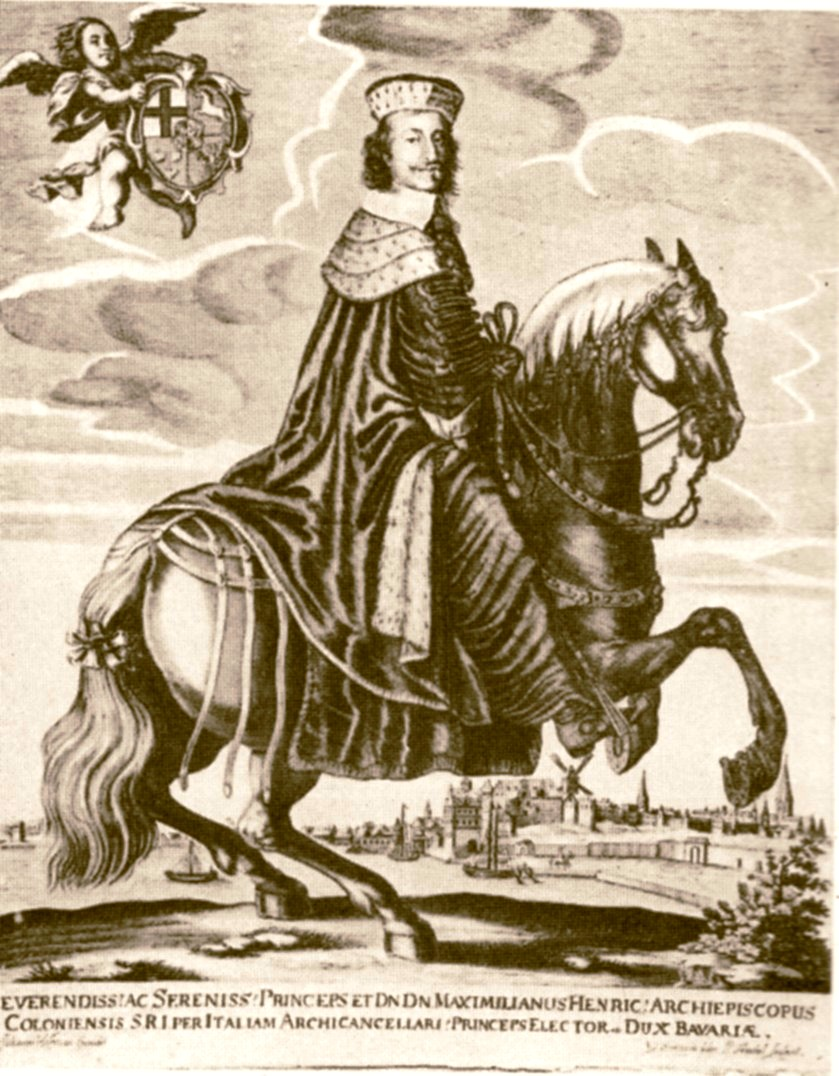
Bonn városa előtt, lovon ülve

## Egyházpolitikusi életműve
Főpapi hivatásának betöltéséhez sietve pótolnia kellett a hiányzó papi fokozatokat. 1651 szeptemberében pappá szentelték, majd októberben a bonni székesegyházban Fabio Chigi bíboros, pápai nuncius – a későbbi VII. Sándor pápa – püspökké szentelte. (Köln hercegérsekeinek sorában száz év után ő lett az első felszentelt püspök).
Elődeihez hasonlóan az ellenreformáció elkötelezett híve volt, és támogatta a tridenti zsinat által elhatározott egyházi reformokat. Beiktatásától 1682-ig rendszeres egyházmegyei szinódusokat (tanácskozásokat) tartott. Georg Pauli-Stravius püspökkel szinódusi rendelkezéseket (Synodalstatuten) dolgoztatott ki, évszázadokra meghatározva a kölni egyház napi gyakorlatát. Az érsek a tridenti zsinat szellemében szigorúan szabályozta a klérus működését, a házasságkötési és hitbéli gyakorlatot, bevezette a megújított római rítust, korlátozta a fődiakónusok hatalmát.
A szerzetesrendek közül elsősorban a ferencesekre és a jezsuitákra támaszkodott, saját gyóntatóit is ezek soraiból választotta. 1651-ben az érsek jezsuita missziót telepített Arnsbergbe, a Vesztfáliai Hercegség fővárosába. 1654-ben engedélyezte a minoriták beköltözését a sauerlandi Brilonba. 1661-ben a protestánssá lett Soest templomának Mária-kegyszobrát a werli kolostorba hozatta, amely ennek révén zarándokhellyé fejlődött. 1673-ban Bonnban megalakult az első jezsuita gimnázium.
Miksa Henrik tervbe vette a kölni dóm továbbépítését, de erre nem került sor, helyette az érsek jelentős adományokkal járult hozzá a dóm belső díszítéséhez, kincstárának gazdagításához, a Háromkirályok kápolna (Dreikönigskapelle) átépítéséhez. Ugyanakkor erőteljesen szembeszállt a Római Kúria és a Kölnben rezideáló pápai nuncius hatalmi igényét. 1658-ban, I. Lipót császár megválasztásakor az érsek – titkárán, Peter von Buschmannon keresztül – érvényesíteni tudta befolyását a császár és a fejedelmek jogait szabályozó bulla (capitulatio caesarea) fontos rendelkezéseire. A római befolyás elleni küzdelmének csúcsán, 1660-ban egy német „nemzeti zsinat” összehívását tervezte (ez azonban nem valósult meg.

## A Német-római Birodalom és a Francia Királyság között
Politikai döntéseiben Miksa Henrik általában befolyásos tanácsadói – elsősorban a von Fürstenberg fivérek, Franz Egon és Wilhelm Egon, valamint Peter von Buschmann kancellár – véleményét követte. Fürstenbergek és támogatóik – akiket ellenlábasaik Egoniták-nak gúnyoltak – következetesen a Francia Királyság érdekeit képviselték a Német-római Birodalmon belül, működésük eredményeképpen a Kölni Hercegérsekség elkötelezett franciabarát külpolitikát folytatott.
1653-ban és 1664-ben személyesen is részt vett a Birodalmi Gyűlés Regensburgban tartott ülésein. 1654-ben a választófejedelmek augsburgi gyűlésén IV. Ferdinánd főherceg német királlyá választását támogatta. A koronázást a hagyományoknak megfelelően maga a választófejedelem, Johann Philipp von Schönborn, Mainz érseke végezte, emiatt Miksa Henrik sértetten elhagyta a gyűlést.
Ezután Franciaországhoz közeledett. Az 1658-as császárválasztáson XIV. Lajos jelöltjét, Ferdinánd Mária bajor választófejedelmet támogatta. Később átállt I. Lipót császár oldalára, cserébe az uralkodó felkenésében és koronázásában kikötötte a kölni választófejedelmek elsőbbségét a mainzi érsek előtt. Ugyanebben az évben belépett a francia érdekeket támogató Rajnai Szövetségbe. Országa területén menedéket adott a Fronde felkelői elől menekülő Mazarin bíborosnak. Miksa Henrik francia orientációját tanácsadói, a Fürstenberg fivérek tovább erősítették. 1666-ban, majd 1671-ben és 1672-ben a hercegérsek titkos egyezményeket kötött Franciaországgal. Ezekben Franciaország jelentős pénzjuttatást biztosított a Kölni Érsekségnek, ennek fejében a fejedelemség csapatok kiállítását vállalta. Franciaország egy Hollandia elleni háborúra készült, a Kölni Választófejedelemség területét is felvonulási területté kívánta tenni, Miksa Henrik a hollandok által elfoglalt területeinek visszaszerzését tervezte, rekatolizációs szándékkal.
Az 1672-ben kitört francia–holland háború fejleményei azonban nem váltották be Miksa Henrik reményeit. Országai csatatérré váltak, területüket mindkét fél csapatai pusztították. A Vesztfáliai Hercegségben fekvő Werl városát már 1672-ben megostromolták Brandenburg és a Birodalom csapatai. Neuss városát francia seregek foglalták el. 1673-ban a birodalmi csapatok elfoglalták Bonnt, az erődített érseki székvárost is (1679-ig tartották megszállva). Miksa Henriknek Kölnbe (birodalmi szabadvárosba) kellett menekülnie. 1674-ben békekötésre kényszerült a hollandokkal.
XIV. Lajos 1679-től kibontakozó ún. „egyesítési politikája” a Miksa Henrik uralma alá tartozó Liège-i Püspökséget (Hochstift Lüttich) is fenyegette. A Fürstenberg fivérek ennek ellenére fenntartották az érsekfejedelem franciabarátságát, amely 1683-ban és 1684-ben újabb szövetségi szerződésekben realizálódott.

## Tartományainak kormányzása

### Köln és a Rajna-vidék
Egy évszázaddal korábban, 1583–1588 között pusztító háború zajlott egyfelől a protestantizmusra áttért Gebhard Truchsess kölni hercegérsek és támogatói, másfelől a Wittelsbachok és katolikus szövetségeseik között. Az elpusztított Kölni Választófejedelemség végzetesen eladósodott, a fejedelem saját kamarabirtokai is zálogba kerültek. Miksa Henrik, akárcsak két elődje, Ferdinánd és Ernő hercegérsekek nagy erőfeszítéseket tettek az államháztartás egyensúlyba hozására. 1672-re az adósság egy részét sikerült visszafizetni, több elzálogosított birtokot visszaváltottak, sok sérült várat, erődítményt és kastélyt helyreállítottak. A fejedelemség államadóssága 1672-től, a francia–holland háború kitörésétől kezdve azonban ismét megugrott.
Az érsek több törvényt és rendeletet hozott, 1653-ban a feljebbviteli bíróságokat és semmítőszékek működését szabályozta, 1663-ban perrendtartást bocsátott ki. 1669-ben bányászati rendtartást adott ki, 1683-ban párbajtilalmat írt elő. Általános földmérést végeztetett, amely 1669-re készült el, ez szolgált az adókivetés alapjául egészen 1803-ig, a Kölni Hercegérsekség megszűnéséig. Uralkodása alatt Miksa Henrik sohasem adta fel igényét Köln birodalmi szabad város fölötti főhatalomra. Egy császári bizottság közvetítésével az Alsó-rajna–vesztfáliai körzet 1672-ben tető alá hozott egy békés kiegyezési tervet (Kendenicher Vergleich), de a birodalmi kamarai bíróság nem hagyta jóvá. 1684-ben Miksa Henrik francia csapatok küldésével fenyegette a várost, de eredménytelenül. Köln városa ragaszkodott jogaihoz.

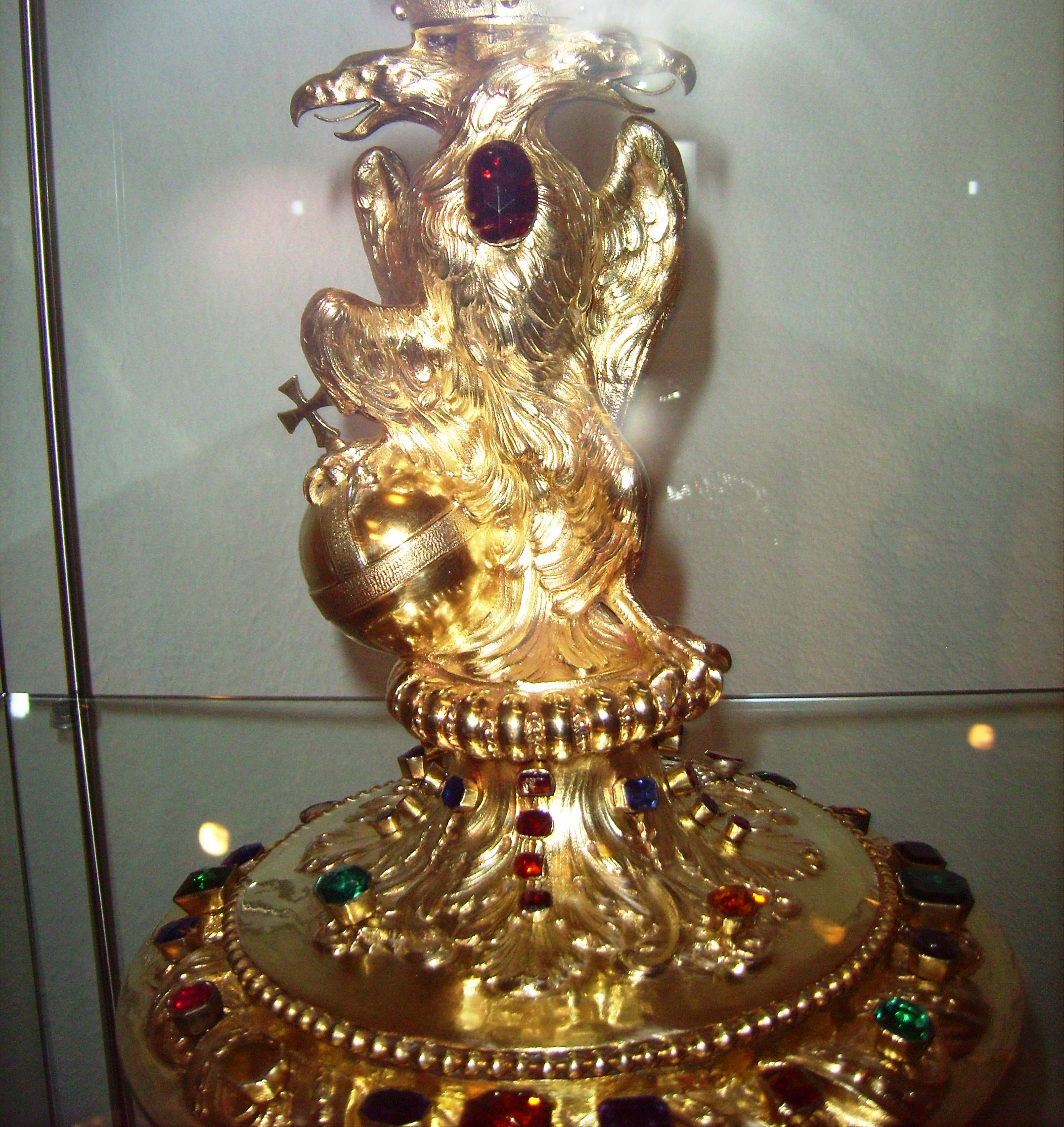
A vesztfáliai rendek díszkelyhe (Landständepokal), a Miksa Henrik által öntött és csiszolt üvegdíszekkel

### Vesztfáliai Hercegség

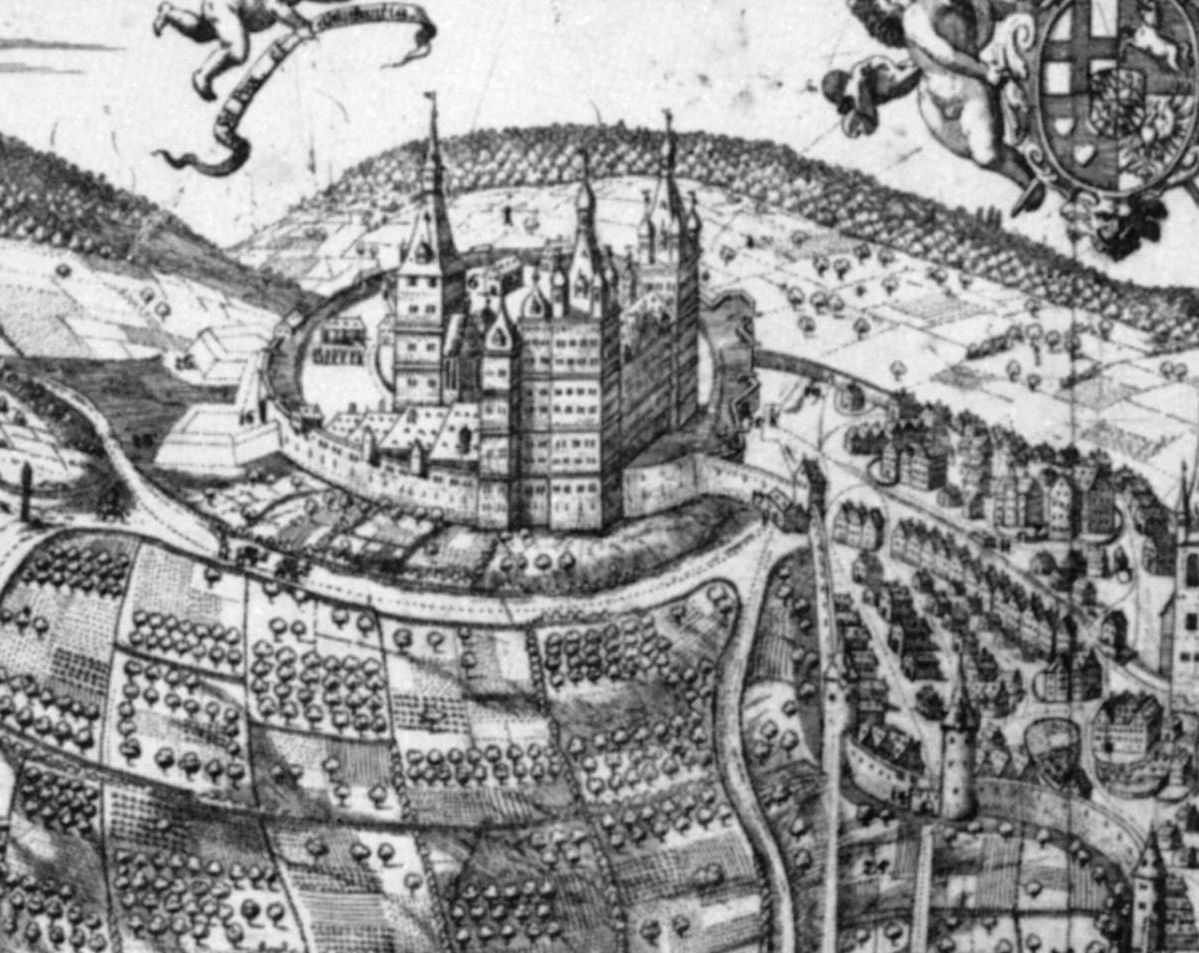
A Miksa Henrik által újjáépített arnsbergi vár (1669-es rajz)

Miksa Henrik 1653–1683 között a Kölni Választófejedelemséghez tartozó Vesztfáliai Hercegségben is hasonló törvényeket hozott, emellett több helyi érvényű rendelete is ránkmaradt. 1655-ben vásárt engedélyezett a sauerlandi Brilonban, 1665-ben megerősítette a werli sókereskedő patríciuscsaládok (Erbsälzer) ősi kiváltságait, 1671-ben Arnsberg város zsidó lakosainak szabadságjogait (Judenprivileg). 1656-ban az elemi iskolákat, 1659-ben a vámszedést, 1672-ben a tűzőrség rendjét szabályozta rendeletileg.
1652–1684 között az érsek gyakran látogatta meg a hercegséget. Sauerland központjában, Arnsbergben iparűzésre alkalmas területeket jelölt ki, és nagy vadasparkot alakított ki. Újjáépíttette a harmincéves háborúban elpusztult arnsbergi várat, a munkák 1663-ra fejeződtek be. Fejedelmi vendégei számára felépítette a Hirschberg vadászkastélyt, bár önmaga nem volt szenvedélyes vadász. Új sóbányát nyittatott, emiatt összeütközésbe került a werli Erbsälzerekkel, akik kiváltságaik védelmében a birodalmi kamarai bíróságnál tettek panaszt. A jogvita még Miksa Henrik elhunytakor is eredménytelenül folyt.
1667-ben az érsekfejedelem megjelent a vesztfáliai rendek gyűlésén. Értékes serleget ajándékozott a rendeknek, saját kezűleg csiszolt féldrágakövekkel díszítve (Arnsberger Landständepokal). Az ajándékozással összefüggő politikai, pénzügyi tárgyalások tartalma közelebbről nem ismert. Tény viszont, ez a rendi gyűlés új adók kivetését határozta el, ugyanakkor a hercegség rendjei jogot kaptak saját közigazgatási rendeletek kibocsátására, a vesztfáliai kancellária önálló pecsétet használhatott. A szilárd jogállású helyi rendekkel szemben az érsek nem érvényesíthetett abszolutisztikus eszközöket, hanem egyezkedés útján érte el céljait.

### Liège, Münster, Hildesheim
A Liège-i Püspökségben (Hochstift Lüttich) Miksa Henrik állandó nehézségekkel küzdött. Uralkodásának kezdetén lázongás tört ki, ezt az érsek katonai erőszakkal nyomta el. 1654-ig hercegségét átvonuló ellenséges (holland, lotaringiai és svéd) csapatok zaklatták. A francia–holland háborúban a fejedelemség ismét hadszíntérré vált, 1675–76 között lotaringiai csapatok tartották megszállva.
Különösen feszült viszony alakult Miksa Henrik és Liège (Lüttich) városa között. A várost Miksa Henrik még 1649-ben fegyveres erőszakkal hódította meg nagybátyja, Ferdinánd hercegérsek számára, a megszálló katonaság véres atrocitásokat követett el a lakosság ellen. 1650-től Miksa Henrik – nagybátyja örökébe lépve – Liège város ősi szabadságjogait, a kormányzást abszolutista rendszerűvé alakította. Tartományúri hatalmát egy citadella megépítésével is érzékeltette. 1676-ban a francia megszálló csapatok kivonulása után felkelés tört ki, a citadellát lerombolták, a városban folyamatossá vált lázongás. Sorra törtek ki a fegyveres felkelések, 1679-ben, 1682-ben majd 1684-ben. A város a birodalmi udvari bírósághoz fordult, és kérte, kapjon a Kölni Hercegérsekségtől független jogállást. A császár közvetítési kísérletei Miksa Henrik hajthatatlansága miatt meghiúsultak. 1684-ben Wilhelm Egon von Fürstenberg kancellár könyörtelen katonai erőszakkal végleg megtörte a város ellenállását.
1683-ban Miksa Henrik 60 000 birodalmi tallért fizetett a münsteri székeskáptalan tagjainak, ezzel elérte, hogy őt válasszák a város püspökfejedelmévé. Ez lett volna az ötödik püspöki szék, amit megszerez. Münster felszentelt püspöke, a tudós Nicolaus Steno szimóniának minősítette az eredményt és elmenekült a városból. Jelentést tett XI. Ince pápának, aki ennek alapján elutasította a választás szentesítését. Miksa Henrik így csak világi fejedelme lett Münsternek, püspöke nem. Új választási kötelezvényt (capitulatio) írt alá. A münsteri Dóm közelében új kancelláriát építtetett, de ő maga sohasem látogatta meg a Münsteri Püspökséget, annak ügyeit saját bonni érseki udvarából irányította.
Hasonlóképpen, távolból kormányozta a Hildesheimi Püspökséget (Hochstift Hildesheim). Alig néhányszor látogatta meg a várost. 1665-ben rendeletileg átszervezte a püspöki udvari bíróságot (Hofgericht), 1655-ben újabb rendeletben szabályozta a kancellária, a rendőrség és a bíróságok működését. Hildesheim protestáns többségű város volt, 1651-ben Miksa Henrik elfogadta és törvényerőre emelte a Hildesheim és Braunschweig között még 1643-ban létrejött konzisztóriumi egyezséget (Konsistorialrezess), amely egyenlő jogokat adott az eltérő hitvallásoknak. Az érsek ugyanakkor igyekezett a katolikusokat erősíteni. 1656-ban visszahívta a korábban elűzött kapucinusokat. A városi tanács erre a katolikusok vallásgyakorlását nehezítő intézkedésekkel válaszolt.

## Elhunyta, utódlása
Miksa Henrik emberkerülő, bizalmatlan természet volt, idős korára személyiségének e jegyei felerősödtek, ehhez melankólia és hipochondria járult. 1673–83 között visszavonult a kölni Szent Pantaleón apátságba, napjait szerény körülmények között lelki gyakorlatokkal és alkimista kísérletekkel töltötte.
Az 1680-as évek elejétől Miksa Henrik romló egészségi állapota miatt előtérbe került az utódlás kérdése. Maga az érsek Wilhelm Egon von Fürstenberget jelölte koadjutornak (azaz utódlási joggal felruházott püspöknek), saját rokona, József Kelemen herceg helyett. Fürstenberget megválasztotta a dómkáptalan is. Lipót császár azonban érvénytelennek nyilvánította a választást, a Római Kúria pedig húzta-halasztotta a döntést.
1688. június 5-én Miksa Henrik érsek Bonnban elhunyt. Elődeihez hasonlóan a kölni dómban, a Háromkirályok kápolnájának előterében temették el. (A kor szokása szerint zsigereit külön, a bonni jezsuiták templomában (Namen-Jesu-Kirche), szívét az altöttingi kegykápolnában helyezték el).
Halála után új választást tartottak. A káptalan szavazásra jogosult tagjainak többsége Fürstenbergre szavazott, vele szemben Lipót császár a kiskorú József Kelemen herceget, szövetségesének, II. Miksa Emánuel bajor választófejedelemnek öccsét ismerte el. A törvényesen megválasztott Fürstenberg katonai akcióval megszállta Bonnt és más fontos városokat. A császár és a birodalmi választófejedelmek gyűlése (Kurfürstenkollegium) Ince pápához fordult, aki 1688. augusztus 26-án érvénytelenítette Fürstenberg megválasztását, és József Kelement ismerte el hercegérseknek. Lipót császár megerősítette a pápai döntést. XIV. Lajos király azonban hadsereget küldött Fürstenberg támogatására, kirobbant az augsburgi liga háborúja, amelynek több szakaszában a Kölni Választófejedelemség területe is hadszíntérré vált. József Kelemen csak egy évvel később, birodalmi és holland csapatok beavatkozása révén tudta elfoglalni érseki székét. Fürstenberg a párizsi Saint-Germain-des-Prés apátságba vonult vissza.

## Művei
- Ertz Stiffts Cöllnische Rechts-Ordnung, Jansen, Bonn, 1663. Digitalizált változat: Egyetemi és Tartományi Könyvtár, Düsseldorf (ULBDD).
- Decreta Et Statuta Dioecesanae Synodi Coloniensis : sub Maximiliano Henrico archiepiscopo Coloniensis anno 1662 celebratae. Busaeus, Coloniae Agrippinae MDCLXVII (ULBDD:urn:nbn:de:hbz:061:1-83393).

## Külső hivatkozások
- Szócikke a catholic-hierarchy.org-ban

| Előző uralkodó: Ferdinánd bajor herceg | Köln hercegérseke 1650 – 1688 Wittelsbach | Következő uralkodó: József Kelemen bajor herceg |

| Előző uralkodó: Ferdinánd bajor herceg | Liège hercegpüspöke 1650 – 1688 Wittelsbach | Következő uralkodó: Johann Ludwig von Elderen |